# Arno Motschmann
Arno Motschmann est un footballeur allemand né en 1911. Il effectue la majorité de sa carrière professionnelle entre le FC Mulhouse et l'US Valenciennes-Anzin.

## Carrière
Motschmann commence sa carrière professionnelle au Bayern Munich et fait partie du groupe qui offre son premier titre national au club bavarois. En 1932, il signe au FC Mulhouse et participe ainsi à la première édition du championnat de France de football professionnel. Malgré la relégation dans la nouvelle Division 2, Motschmann reste au club pour la saison suivante.
En 1935, il intègre l'US Valenciennes-Anzin, en Division 2. La place de vice-champion de France de D2 du club nordiste permet à Motschmann de retrouver la Division 1, où il joue huit matches.
En 1938, il retourne au FC Mulhouse, et ceci jusqu'à la Seconde Guerre mondiale.